# Máximo I de Antioquia
Máximo I de Antioquia foi bispo de Antioquia entre 182 ou 188 e 191 d.C., sucessor de Teófilo na Igreja de Antioquia.
Segundo São Jerônimo em De Viris Illustribus ("Sobre Homens Ilustres"), ele teria escrito obras sobre a origem do mal e sobre a criação da matéria. Contudo, a identificação do Maximus citado por Jerônimo e este Máximo é incerta.